# Dendropemon loranthoideus
Dendropemon loranthoideus är en tvåhjärtbladig växtart som först beskrevs av Henri Ernest Baillon, och fick sitt nu gällande namn av Van Tiegh.. Dendropemon loranthoideus ingår i släktet Dendropemon och familjen Loranthaceae. Inga underarter finns listade i Catalogue of Life.